# Promozione Calabria 1971-1972
Nella stagione 1971-1972 la Promozione era il quinto livello del calcio italiano (il massimo livello regionale). Qui vi sono le statistiche relative al campionato in Calabria.
Il campionato è strutturato in vari gironi all'italiana su base regionale, gestiti dai Comitati Regionali di competenza. Promozioni alla categoria superiore e retrocessioni in quella inferiore non erano sempre omogenee; erano quantificate all'inizio del campionato dal Comitato Regionale secondo le direttive stabilite dalla Lega Nazionale Dilettanti, ma flessibili, in relazione al numero delle società retrocesse dal Campionato Interregionale e perciò, a seconda delle varie situazioni regionali, la fine del campionato poteva avere degli spareggi sia di promozione che di retrocessione.

## Squadre partecipanti
- A.C. Bagnarese, Bagnara Calabra (RC)
- A.S. Cremissa, Cirò Marina (KR)
- Gioiese, Gioia Tauro (RC)
- Juve Siderno, Siderno (RC)
- Pol. Juve Taurianovese, Taurianova (RC)
- A.C. Locri 1909, Locri (RC)
- Morrone, Cosenza
- S.S. Polistena, Polistena (RC)
- A.S. Roccella, Roccella Ionica (RC)

- Pol. Rossanese, Rossano (CS)
- U.S. San Lucido, San Lucido (CS)
- S.S. Silana, San Giovanni in Fiore (CS)
- U.S. Soverato, Soverato (CZ)
- S.S. Trebisacce, Trebisacce (CS)
- S.S. Tropea, Tropea, Tropea (VV)
- Nuova Vibonese, Vibo Valentia

## Classifica finale
|  | Pos. | Squadra           | Pt  | G   | V   | N   | P   | GF  | GS  | DR  |
|  | ---- | ----------------- | --- | --- | --- | --- | --- | --- | --- | --- |
|  | 1.   | Gioiese           | 43  | 30  | 17  | 9   | 4   | 56  | 19  | +37 |
|  | 2.   | Polistena         | 38  | 30  | 16  | 6   | 8   | 51  | 26  | +25 |
|  | 3.   | Nuova Vibonese    | 38  | 30  | 16  | 6   | 8   | 42  | 24  | +18 |
|  | 4.   | Soverato          | 38  | 30  | 16  | 6   | 8   | 45  | 33  | +12 |
|  | 5.   | Bagnarese         | 35  | 30  | 15  | 5   | 10  | 42  | 30  | +12 |
|  | 6.   | Locri             | 35  | 30  | 11  | 13  | 6   | 31  | 22  | +9  |
|  | 7.   | Morrone Cosenza   | 35  | 30  | 14  | 7   | 9   | 46  | 31  | +15 |
|  | 8.   | Trebisacce        | 29  | 30  | 11  | 7   | 12  | 62  | 50  | +12 |
|  | 9.   | San Lucido        | 29  | 30  | 11  | 7   | 12  | 29  | 35  | -6  |
|  | 10.  | Roccella          | 28  | 30  | 8   | 12  | 10  | 28  | 32  | -4  |
|  | 11.  | Juve Taurianovese | 27  | 30  | 11  | 5   | 14  | 49  | 44  | +5  |
|  | 12.  | Tropea            | 27  | 30  | 10  | 7   | 13  | 37  | 42  | -5  |
|  | 13.  | Cremissa          | 25  | 30  | 11  | 3   | 16  | 39  | 47  | -8  |
|  | 14.  | Rossanese         | 25  | 30  | 11  | 3   | 16  | 20  | 46  | -26 |
|  | 15.  | Juve Siderno      | 15  | 30  | 5   | 5   | 20  | 20  | 63  | -43 |
|  | 16.  | Silana (-1)       | 12  | 30  | 4   | 5   | 21  | 16  | 69  | -53 |
|  |      |                   | 479 | 480 | 187 | 106 | 187 | 613 | 613 | 0   |